# Club-Mate

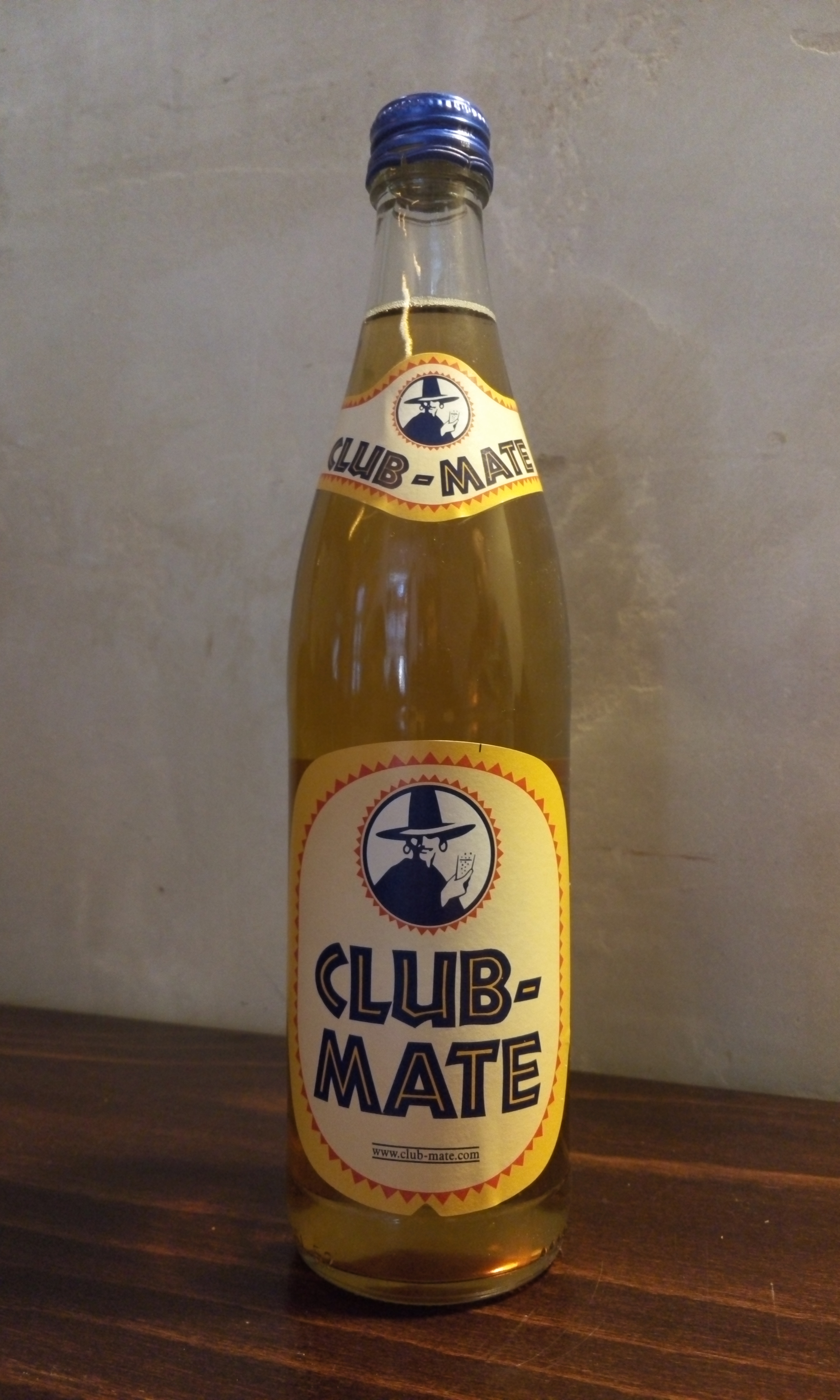
Botella de Club Mate.

Club-Mate es un refresco sin alcohol basado en un extracto de la yerba mate. Es producido por la Cervecería Loscher en Münchsteinach (Baviera, Alemania) y contiene cafeína.
A pesar de que la empresa realiza pocas actividades de publicidad, Club Mate se ha popularizado en Alemania y otros países, sobre todo en la escena de los hackers, razón por la cual en Alemania se lo suele referir como Hackerbrause (gaseosa de los hackers).

## Ingredientes
Club Mate contiene extractos de la yerba mate (al menos 0,4 gramos por 100 milílitros), azúcar, cafeína, y otros ingredientes brindando el característico sabor amargo y propiedades estimulantes gracias a su contenido de cafeína, teobromina y antioxidantes. El azúcar se utiliza para equilibrar el sabor y proporcionar energía rápida, mientras que la cafeína, presente tanto en la yerba mate como añadida, contribuye al efecto estimulante y aumenta el estado de alerta. Además, la bebida puede incluir ácido cítrico como regulador de acidez y saborizantes naturales para enriquecer su perfil de sabor. 

## Historia
La bebida se produce desde el año 1924 en Alemania, en la localidad de Dietenhofen y primero había sido comercializada bajo el nombre Sekt-Bronte, cambiando de nombre en la década de 1950 a Club-Mate, pero sin venderse fuera de la región de Franconia. En 1994, la receta fue comprada por la empresa Loscher, la cual comenzó a comercializar la bebida en otras regiones de Alemania. En los años siguientes, Club-Mate se popularizó en la escena de los hackers, y desde la primera década del siglo XXI en los clubes nocturnos de Berlín, donde actualmente también se consume mezclada con alcohol y otros tragos. En los últimos años, se ha popularizado en el resto de Alemania y se ha comenzado a exportar a países Americanos, a Estados Unidos, Chile, Costa Rica y a México.